# 鼓霸大樂隊
鼓霸大樂隊（英語：Kupa Orchestra），也稱鼓霸樂隊，是台灣首創的標準十八人制爵士樂團（薩克斯風5人、小喇叭4人、伸縮喇叭4人、鋼琴1人、貝斯1人、吉他1人、爵士鼓1人、指揮1人），1953年由音樂人謝騰輝召集臺灣省立交響樂團團員及其他愛樂者成立。

1964年，台北國賓大飯店開幕，鼓霸大樂隊獲邀連續在台北國賓大飯店駐演達二十四年之久。1965年，臺北市豪華酒店開幕，謝騰輝之弟謝荔生應邀組成豪華鼓霸樂隊在豪華酒店夜總會駐演，之後又有麗聲歌廳、美琪飯店、高雄國賓大飯店等夜總會相繼成立，都由鼓霸大樂隊資深樂手支援駐演。同時期台視大樂隊成立、中視大樂隊指揮林家慶及成員亦多來自鼓霸大樂隊，因此名噪當時樂壇，成為大家傳頌的爵士樂團。

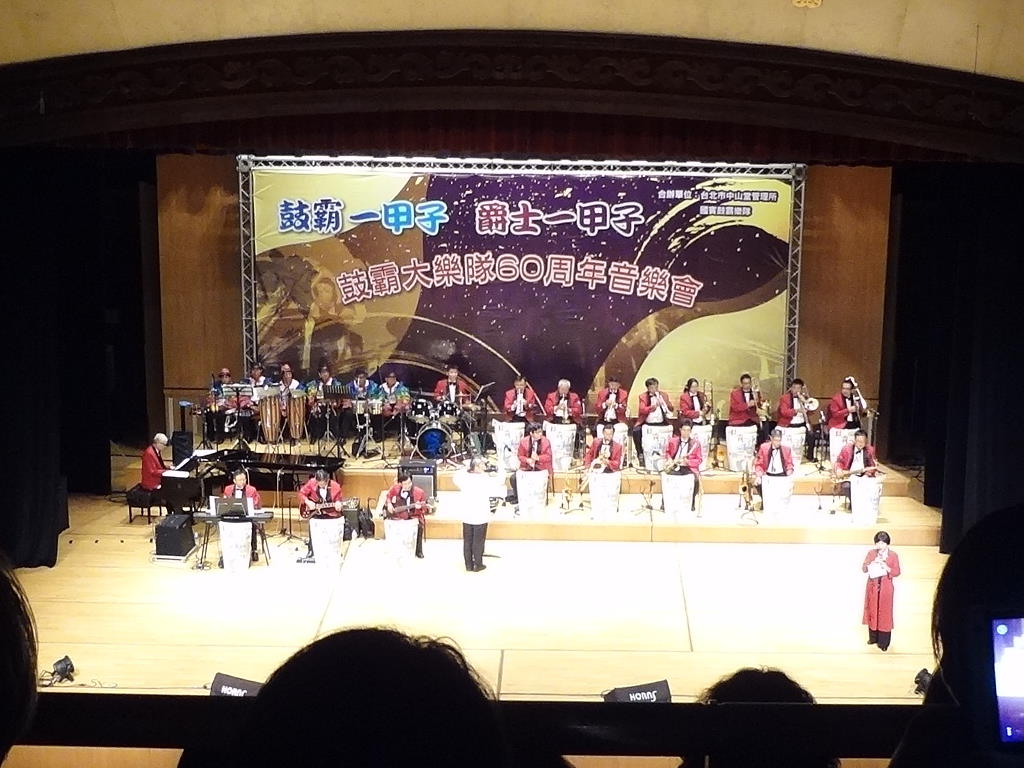
李蝶菲（照片中右下角）主持鼓霸大樂隊60周年音樂會，後方為國賓鼓霸樂隊

鼓霸大樂隊以爵士樂著稱，也包括拉丁樂、民謠等各式曲目，因為編曲新穎，至今仍有不定期演出。
1970年4月5日，中國電視公司綜藝節目《歡樂假期》開播，第一代製作人是謝騰輝。
1983年臺灣電視公司臺灣光復節特別節目《慶祝光復節 歌謠50年》，主持人沈春華，樂隊為台視大樂團與國賓鼓霸樂隊。
1991年，謝騰輝獲頒第3屆金曲獎特別貢獻獎。1994年，謝騰輝逝世。
2013年9月12日，鼓霸大樂隊在臺北市中山堂舉辦鼓霸大樂隊60周年音樂會，廣播主持人李蝶菲主持。
鼓霸大樂隊目前由邱志炅擔任團長及指揮。

## 外部連結
- 鼓霸大樂隊
- 鼓霸大樂隊的Facebook專頁